# Graham Pellegrini
Graham Pellegrini (* 23. Oktober 2004) ist ein maltesischer Leichtathlet, der sich auf den Sprint spezialisiert hat. Er ist momentan nationaler Rekordhalter im 400-Meter-Lauf.

## Sportliche Laufbahn
Erste Erfahrungen bei internationalen Meisterschaften sammelte Graham Pellegrini im Jahr 2021, als er bei den U20-Europameisterschaften in Tallinn in der ersten Runde im 200-Meter-Lauf disqualifiziert wurde und auch über 400 Meter mit 49,36 s nicht über den Vorlauf hinauskam. 2023 siegte er bei den Spielen der kleinen Staaten von Europa (GSSE) in Marsa in 21,22 s über 200 Meter und sicherte sich im 400-Meter-Lauf in 46,83 s die Silbermedaille hinter dem für Monaco startenden Téo Andant. Zudem siegte er in 40,59 s mit der maltesischen 4-mal-100-Meter-Staffel und belegte mit der 4-mal-400-Meter-Staffel in 3:25,67 min den sechsten Platz. Anschließend wurde er bei der 3. Liga der Team-Europameisterschaft im Rahmen der Europaspiele in Chorzów in 47,47 s Vierter über 400 Meter und gelangte mit der 4-mal-100-Meter-Staffel mit 41,11 s auf Rang drei. Zudem wurde er mit der Mixed-Staffel über 4-mal 400 Meter in 3:33,91 min Sechster. Im Jahr darauf belegte er bei den Balkan-Hallenmeisterschaften in Istanbul mit neuem Hallenrekord von 47,55 s den achten Platz über 400 Meter, ehe er bei den Hallenweltmeisterschaften in Glasgow mit 48,00 s im Vorlauf ausschied. Im Mai gewann er bei den U23-Mittelmeer-Meisterschaften in Ismailia in 47,88 s die Silbermedaille hinter dem Libanesen Marc Anthony Ibrahim. Kurz darauf belegte er bei den Balkan-Meisterschaften in Izmir in 47,31 s den achten Platz über 400 Meter und gewann mit der 4-mal-100-Meter-Staffel in 40,57 s die Bronzemedaille hinter den Teams aus der Türkei und Griechenland.
In den Jahren von 2021 bis 2023 wurde Pellegrini maltesischer Meister im 400-Meter-Lauf sowie 2021 und 2023 auch über 200 Meter.

## Persönliche Bestleistungen
- 200 Meter: 21,22 s (+1,3 m/s), 3. Juni 2023 in Marsa
- 400 Meter: 46,83 s, 1. Juni 2023 in Marsa (maltesischer Rekord)
  - 400 Meter (Halle): 47,55 s, 10. Februar 2024 in Istanbul (maltesischer Rekord)